# لیزر پالسی
لیزر تپی به هر گونه لیزر که به طور پیوسته کار نکند گفته می‌شود و این لیزرها تپی به مدت خاصی در بسامد خاصی بروز می‌دهند.
برای به کار انداختن لیزر تپی دو راه مورد استفاده قرار می‌گیرد سوئیچ کیو‌و قفل مدی. قفل مدی می‌تواند لیزرهایی با تپ‌هایی با مدت دهها پیکوثانیه تا تپ‌هایی با مدت زمان کمتر از ده فمتوثانیه بسازد. 